# Selección de hockey sobre hielo sub-20 de Checoslovaquia
La selección de hockey sobre hielo sub-20 de Checoslovaquia era el equipo nacional de hockey sobre hielo sub-20 de Checoslovaquia. El equipo representó a Checoslovaquia en el Campeonato Mundial Juvenil de Hockey sobre Hielo. Después de la división en Checoslovaquia, la República Checa tomó la delantera en la serie principal y Eslovaquia tuvo que comenzar las eliminatorias de la C-League.